# بيني واترس
بيني واترس (بالإنجليزية: Benny Waters)‏ هو عازف جاز أمريكي، ولد في 23 يناير 1902 في بالتيمور في الولايات المتحدة، وتوفي في 13 أغسطس 1998 في كولومبيا في الولايات المتحدة.

## وصلات خارجية
- بيني واترس على موقع ميوزك برينز (الإنجليزية)
- بيني واترس على موقع أول ميوزيك (الإنجليزية)
- بيني واترس على موقع ديسكوغز (الإنجليزية)